# Metanipponaphis cuspidatae
Metanipponaphis cuspidatae är en insektsart. Metanipponaphis cuspidatae ingår i släktet Metanipponaphis och familjen långrörsbladlöss. Inga underarter finns listade i Catalogue of Life.